# 亀井茲常
亀井 茲常（かめい これつね、旧字体：龜井茲常、明治17年（1884年）4月17日 - 昭和17年（1942年）5月2日）は、日本の華族、宮内官僚。亀井家第14代当主。爵位は伯爵。東京市渋谷区千駄谷町穏田に居住していた。元政治家の亀井久興は孫にあたる。

## 生涯
第13代当主亀井茲明の子として島根県鹿足郡津和野に生まれる。
1909年（明治42年）に東京帝国大学文科大学哲学科を卒業、式部官に任じられ皇室の式典及び語学研究のため欧米を歴遊。1912年に帰国後、主猟官を兼ねた。
後に東宮侍従に任じられ、1921年（大正10年）には皇太子裕仁親王の海外巡遊に際し随行を命じられた。1929年（昭和4年）、官を辞す。
昭和17年（1942年）5月2日）に死去。墓所は津和野町の亀井家墓所にあり、崇賢院殿忠誠茲常大居士の戒名を贈られた。

## その他
山形県米沢市の上杉博物館に、岳父となる上杉茂憲が亀井邸を3人の娘と訪れ、茲常と3人の妹が庭園で接待する写真が残されている。当時の華族階級での見合い形式の一端がうかがえる。茲常が妻の久と結婚したのは、このすぐ後である。
妻・久の御輿入道具（上杉家の竹に雀紋入）と長女・修子生誕時のお食い初め道具（亀井家の四ツ菱紋入）は保存され、太皷谷稲成神社宝物殿に並び展示されている。
また美術に造詣の深かった父茲明の影響によるものか、茲常作と伝わる油絵が残されている。
晩年、茲常の長男である茲建が治安維持法違反の容疑で逮捕。拘束中に転向を表明して釈放されたが、別途、華族としての処分が検討されることとなった。担当となった宮内省の木戸幸一は、前例のない事件への対応に頭を悩ましたが、さらに人づてに「欧州外遊の随行で苦労した茲常」を思いやる昭和天皇御製（歌）が届き事態が混沌。結果的に、木戸は茲建を呼び出し、厳しい叱責を加えることで処分は終了した。

## 栄典
- 1908年（明治41年）5月11日 - 正五位[3]
- 1913年（大正2年）5月20日 - 従四位[4]

## 家族
- 妻：久 - 旧米沢藩主・上杉茂憲の五女
- 長女：修子 - 東京の木山英一に嫁す
- 長男：茲建 - 第15代当主、実業家
- 次男：伊地知正勝 - 初名は亀井茲勝、伯爵伊地知正興（伊地知正治の孫）の養子
- 次女：保子 - 伯爵東伏見邦英に嫁す
- 三男：松平近義（1913-1974） - 子爵。初名は亀井茲駿、旧広瀬藩主家子爵・松平直平の養子。東京帝国大学農学部附属水産実験所、九州帝国大学助教授を経て、東北大学農学部海洋学講座初代担当（1970年退官）[5][6]。岳父に男爵島津忠弘。
- 三女：鈴子 - 公爵三条実春に嫁す